# Les Ternes
Les Ternes è un comune francese di 575 abitanti situato nel dipartimento del Cantal nella regione dell'Alvernia-Rodano-Alpi. Il centro abitato è attraversato a nord dal 45º Parallelo, la linea equidistante fra il Polo Nord e l'Equatore.

## Società

### Evoluzione demografica
Abitanti censiti